# Neşerek Kadin
Neşerek Kadın (turco ottomano: نسرین قادین, lett. "rosa canina"; Sochi, 1848 – Istanbul, 12 giugno 1876), nata Nesrin Zevş-Barakay Hanim e nota anche come Nesrin Kadın o Nesteren Kadin, è stata una consorte del sultano ottomano Abdülaziz.

## Origini
Di origini circasse, Neşerek nacque a Sochi nel 1848 come Nesrin Hanim, figlia di Gazi Ismail Zevş-Barakay Bey. Apparteneva alla nobile famiglia Zevş-Barakay e aveva due fratelli minori, Hasan Zevş-Barakay Bey (1850 - 1876) e Osman Zevş-Barakay Paşah (1851 - 1892). Sua zia era moglie di Ateş Mehmed Pasha.
Da bambina, venne mandata a Istanbul, alla corte ottomana, dove prese nome Neşerek Hanim. 

## Consorte imperiale
Neşerek divenne consorte del sultano ottomano Abdülaziz nel 1868. Ricevette il rango di "Quarta Consorte", col titolo di Neşerek Kadın. Nel 1875 venne promossa a "Terza Consorte". Diede al sultano un figlio e una figlia.
Abdülaziz venne deposto nel 1876 e imprigionato a Palazzo Feriye. Le sue consorti furono obbligate a seguirlo, non prima di essere perquisite e derubate dei loro preziosi. In particolare, Neşerek venne trascinata fuori da Palazzo Dolmabahçe, dove risiedeva il sultano, le sue consorti e l'harem, dal Primo aiutante Sami Bey, avvolta solo uno scialle perché aveva tentato di nascondere i suoi gioielli sotto le vesti. A causa del tempo orribile si sentì male e dovette essere infine trasportata a Palazzo Feriye in barella, dove si ammalò gravemente. Dopo pochi giorni, il 4 giugno, Abdülaziz morì in circostanze sospette. 

## Morte
Gravemente malata dalla notte della deposizione e affranta per la morte di Abdülaziz, che lei era sicura fosse stato assassinato, Neşerek morì a Palazzo Feriye il 12 giugno 1876, una settimana dopo il consorte. Secondo lo storico Alan Palmer morì invece di parto, ma non c'è traccia nelle fonti di una sua terza gravidanza. Venne sepolta nella Yeni Cami.
Suo figlio venne accolto da Abdülhamid II, nuovo sultano e nipote di Abdülaziz, e sua figlia da Şehzade Yusuf Izzeddin, figlio maggiore di Abdülaziz.
Quattro giorni dopo la sua morte, il 15 giugno 1876, suo fratello Hasan Bey tentò di vendicarla uccidendo un gran numero di ministri responsabili della deposizione di Abdülaziz riuniti in consiglio nella villa Midhat Pascià. Fallì e venne giustiziato il 18 giugno. 

## Discendenza
Da Abdülaziz, ebbe un figlio e una figlia:
- Şehzade Mehmed Şevket (5 giugno 1872 - 22 ottobre 1899). Rimasto orfano di entrambi i genitori a quattro anni, venne accolto a Palazzo Yıldız da Abdülhamid II, che lo crebbe coi suoi figli. Ebbe una consorte e un figlio.
- Emine Sultan (24 agosto 1874 - 29 gennaio 1920). Orfana di entrambi i genitori a due anni, venne accolta dal fratellastro Şehzade Yusuf Izzeddin. Si sposò una volta ed ebbe una figlia.